# راسل استانارد
راسل استانارد (انگلیسی: Russell Stannard; ۲۴ دسامبر ۱۹۳۱ – ۴ ژوئیهٔ ۲۰۲۲) فیزیک‌دان اهل بریتانیا بود.
او در سال ۲۰۱۰ مجموعه‌ای متشکل از ده برنامه کوتاه را با عنوان «مرزهای دانستنی‌ها» اجرا کرد که به موضوعاتی از منظر علمی و فلسفی، از ماهیت خودآگاهی، ماهیت ماده (فیزیک) می‌پردازد. فضا و زمان، دوگانگی موج و ذره ماده، وجود زیست فرازمینی و چندجهانی، آیا جهان ما ابدی است و این سؤال که "چه چیزی باعث شد انفجار بزرگ شد.